# Suikoden Demon Century
Yōseiki Suikoden (妖世紀水滸伝?) es una serie de novelas ligeras japonesas escritas por Hitoshi Yoshioka (también escritor de Irresponsable capitán Tylor). Fue adaptado a un mediometraje en formato OVA, Suikoden Demon Century, dirigido por Hiroshi Negishi y puesto en venta el 25 de septiembre de 1993.
En Estados Unidos fue distribuido en VHS por ADV Films. En América Latina fue estrenado por el canal Locomotion, con doblaje en español neutro realizado en México bajo el nombre Suikoden.

## Argumento
A comienzos del Siglo XXI, Tokio fue destruida por un devastador terremoto. Sin su centro de gobierno e industrias, Japón se vio virtualmente anarquizada, su gente en guerra civil.
En un Tokio donde el crimen y la decadencia prevalecen, Taketeru Suga busca a su hermana perdida. Lo que él no sabe, es que es la reencarnación de Soko Kohogi, el líder de los 108 héroes chinos que recibieron la protección de las estrellas para combatir a las fuerzas del mal en la llamada "Gran Batalla". Las estrellas protegerán nuevamente a Taketeru en su lucha por rescatar a su hermana de las manos de los delincuentes de la ciudad.